# Урочище Карпов лес
Урочище Карпов лес — комплексный памятник природы регионального значения. Расположен в Верхнедонском районе около станицы Казанская Ростовской области. Статус природного памятника Урочище Карпов лес получил согласно Решению Облисполкома № 313 от 23.08.85 года.

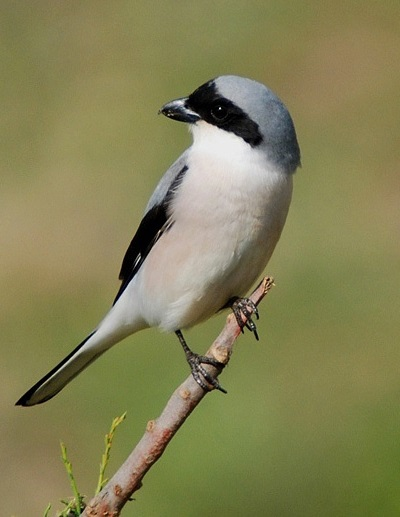
Чернолобый сорокопут

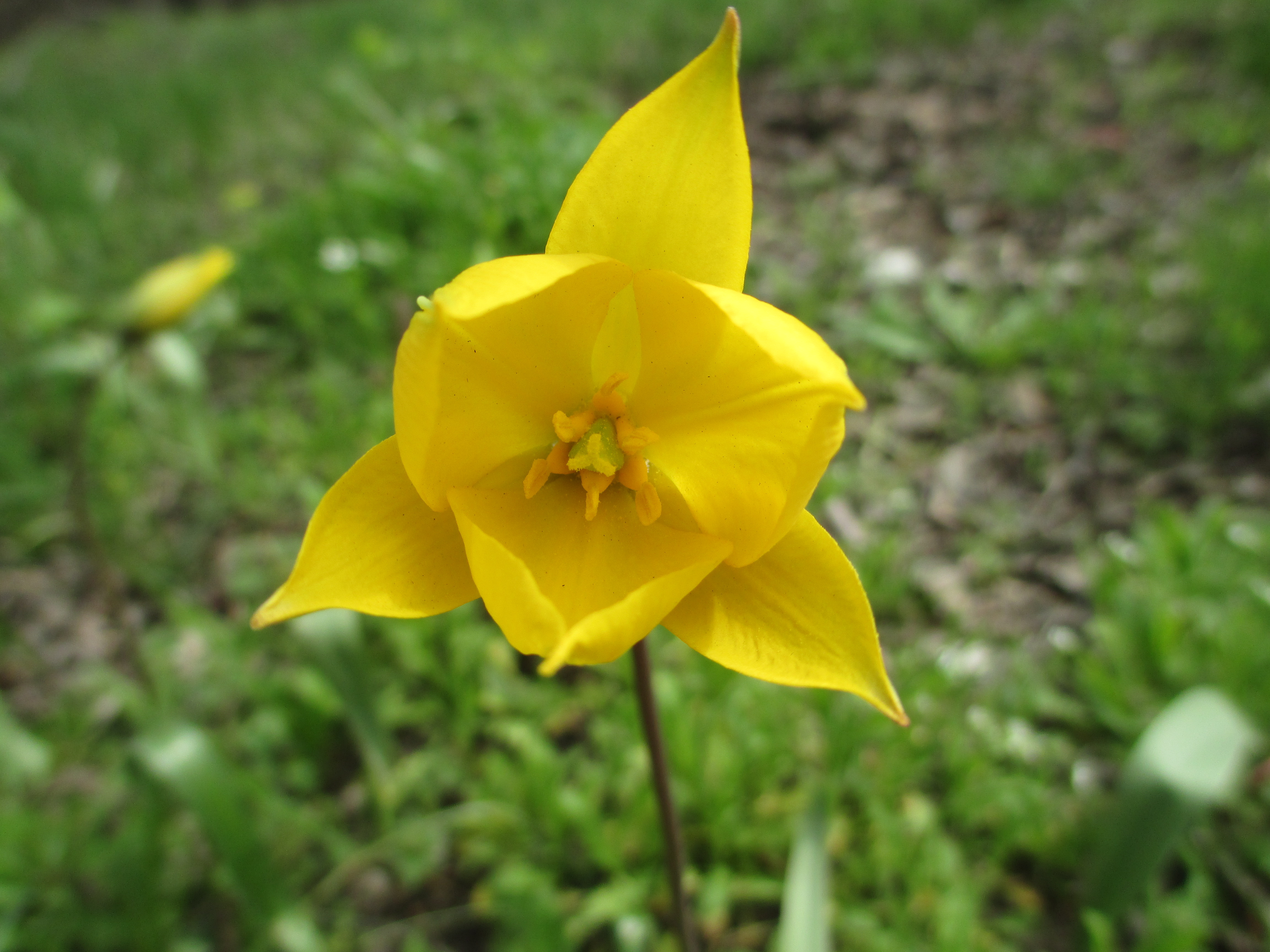
Тюльпан Биберштейна

## Описание
Урочище Карпов лес расположено в Верхнедонском лесхозе на северо-западе Верхнедонского района Ростовской области в 20 км от станицы Казанской. Имеет научное и природоохранное значение. Заповедник образован 23 августа 1985 года, посещение людей строго ограничено. Статус природного памятника Урочище Карпов лес получил по Решению Облисполкома № 313 от 23.08.85 года. Урочище представляет собой природную лесную дубраву, часть деревьев природно происхождения, часть высажена людьми.
Территория заповедник имеет равнинный рельеф Калачской возвышенности, высота местности составляет 85-110 метров на уровне моря. Почвы супесчаные и песчаные, почвообразующие породы — лёссовидные суглинки и глины.
Отличается высоким уровнем биоразнообразия. В урочища растут редкие виды растений, занесенные в Красную книгу Ростовской области: ветреница лютиковая, хохлатка плотная и Маршалла, тюльпан Биберштейна и др. Здесь обитают многие виды млекопитающих. Среди них: бурозубка обыкновенная, лисица, каменная куница, ласка, барсук, заяц, лесная мышь и др.), птицы (обыкновенная пустельга, ушастая сова, вяхирь, чернолобый сорокопут, жулан, зеленушка и др.
На территории памятника природы расположены озера: Гремячее (Кочетовское), Каменное, Чиганакское, Прямое, Ганюсиха, Сухая Парница, Мелкая Клешня и др.